# Mario Almonacid
Mario Almonacid Vargas (Comodoro Rivadavia, Chubut, 1960 - Grytviken, isla San Pedro, 3 de abril de 1982) fue un marino argentino perteneciente a la Infantería de Marina de la Armada de la República Argentina y primer soldado caído en combate en la Operación Georgias, que ocupó Grytviken en el archipiélago de las Georgias del Sur, en el marco de la guerra de las Malvinas de 1982.
Era hijo de inmigrantes chilenos oriundos de Calbuco.

## Biografía

### Familia y primeros años
Su padre es originario de Calbuco, cerca de Puerto Montt y se desempeñaba como electricista. Durante el conflicto del Beagle lo despidieron de Agua y Energía Eléctrica por ser chileno debido a una norma del Proceso de Reorganización Nacional que prohibía la presencia de chilenos en empresas estatales. Uno de sus tíos vive en las islas Malvinas desde los años 1960 y está integrado a la comunidad kelper. Su primo, Carlos Parker Almonacid, es embajador de Chile en Sudáfrica. Tenía dos hermanos.
Almonacid tenía veintidós años cuando realizó el servicio militar. Anteriormente había pedido la prórroga para terminar sus estudios de técnico electromecánico, pero a fines de 1981 fue llamado a enrolarse en la Infantería de Marina en Puerto Belgrano, provincia de Buenos Aires, sirviendo en el [[Batallón de Infantería de Marina N.º2 ,tenía el puesto de radio operador en la compañía echo del bim 2. Sospechosamente fue separado antes del 28 de marzo de 1982 mientras estaba alistado para embarcar, y transferido al bim 1 según comentarios para estar en servicios de alimentos o limpieza y no ser afectado a ninguna fuerza de desembarco por ser hijo de chilenos. Escribo esto porque soy testigo de dicho acto. Mastroiacovi Oscar Juan me. 525.729/0. Bim 2. Compañía echo.
 1]] junto con la clase 62. Tenía pocos meses de instrucción cuando fue informado que viajaba al sur argentino.

### Operación Georgias
El 28 de marzo de 1982, fueron embarcados en Puerto Belgrano rumbo a las Georgias del Sur 40 infantes de marina (entre ellos Almonacid) al mando del teniente de navío Guillermo Luna, en la corbeta ARA Guerrico (P-2), viajando precariamente y hacinados durante cuatro días al no ser un buque con capacidad para el transporte de tropas y por las condiciones climáticas.

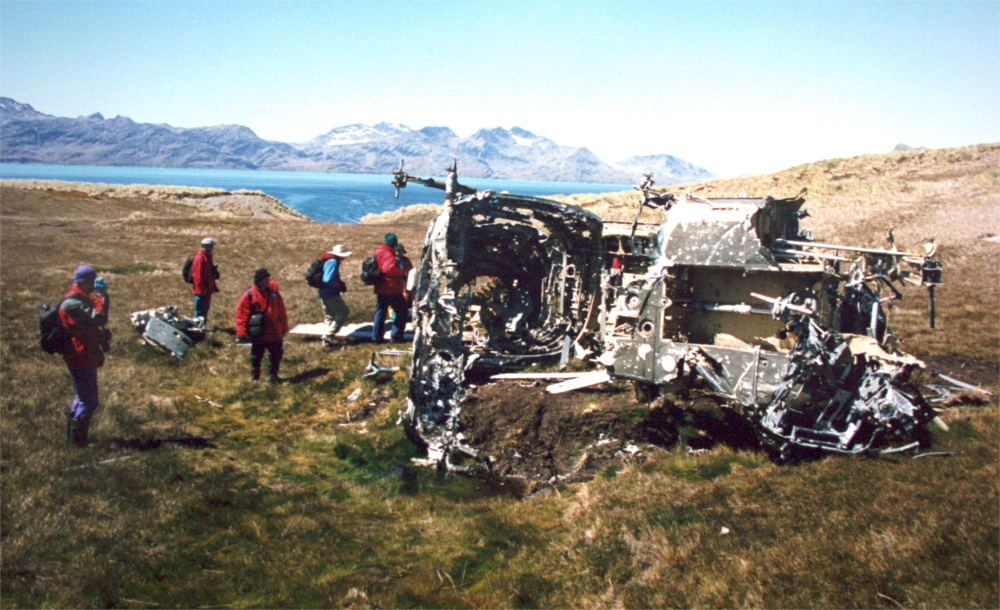
Restos del helicóptero Puma argentino.

El 3 de abril por la mañana, en el principio de la Guerra de las Malvinas, y dentro del marco de la Operación Georgias, Almonacid falleció cuando recibió una bala cuando bajaba de un helicóptero Puma del Ejército Argentino en las cercanías de Grytviken. Al momento de su muerte era cabo segundo. Su cuerpo fue entregado a su familia cinco días después de su deceso.
El Puma había puesto en tierra al primer grupo de 15 infantes de marina argentinos en punta Coronel Zelaya en donde los marines reales británicos estaban atrincherados. La segunda oleada de infantes de marina salió pocos minutos después a las 11:47 (UTC-3) desde el ARA Bahía Paraíso a bordo del Puma, formada por el teniente de corbeta Giusti con otros 14 infantes y una ametralladora. El comandante del grupo argentino en tierra, había pedido que la segunda oleada sea la que debía llegar en tercer término equipada con morteros de 60 mm, pero los infantes de marina ya estaban en vuelo. El aterrizaje tuvo lugar a la vista del destacamento británico.
El helicóptero estuvo al alcance de las armas de los británicos y sus hombres en ese momento. La aeronave fue granizada por un intenso fuego de armas automáticas, pero el piloto pudo cruzar la caleta Vago y aterrizó de emergencia el helicóptero en la costa sur de la misma, en la orilla opuesta a la punta Coronel Zelaya. Además de Almonacid, también falleció el conscripto Jorge Néstor Águila y otros cuatro resultaron heridos. El resto quedó fuera de posición de combate. En total, la recuperación de las Georgias dejó tres muertos y nueve heridos.

## Condecoraciones y homenajes
- Almonacid fue condecorado con la Medalla al Muerto en Combate[7] y fue declarado "héroe nacional" por la ley 24.950[11] promulgada el 3 de abril de 1998, y modificada por la ley 25.424 promulgada el 10 de mayo de 2001,[12] junto con otros combatientes argentinos fallecidos en la guerra de las Malvinas.

- La punta Almonacid de la isla San Pedro, ubicada entre la bahía Artuso y la bahía Cumberland, recuerda a Mario Almonacid.[13]

- Una calle y una escuela de Comodoro Rivadavia llevan su nombre. En la misma ciudad también hay un monumento en su honor inaugurado en 2013. También ocupa un lugar importante en los actos realizados en el día del Veterano y de los Caídos en la Guerra de Malvinas.[1][3][14]

- En la Ciudad de Rafaela, Provincia de Santa Fe, también Mario Almonacid tiene su homenaje. Siendo la calle Soldado Almonacid, habiendo sido impuesto ese nombre a la calle por ordenanza municipal